# Electra Airways
Electra Airways è una compagnia aerea charter/ACMI bulgara, con sede a Sofia e hub all'aeroporto di Sofia.

## Storia
La compagnia aerea è stata fondata nel 2016 e ha iniziato le operazioni di volo un anno dopo, nell'agosto 2017, con un unico Airbus A320 per vari tour operator. Opera voli charter in Europa, Nord Africa e Medio Oriente.
Al 2021, i suoi clienti principali sono:
- Air Lubo
- Bulgaria Air
- Condor
- Ellinair
- Enter Air
- Maleth-Aero
- Novair
- Trade Air

## Flotta

### Flotta attuale

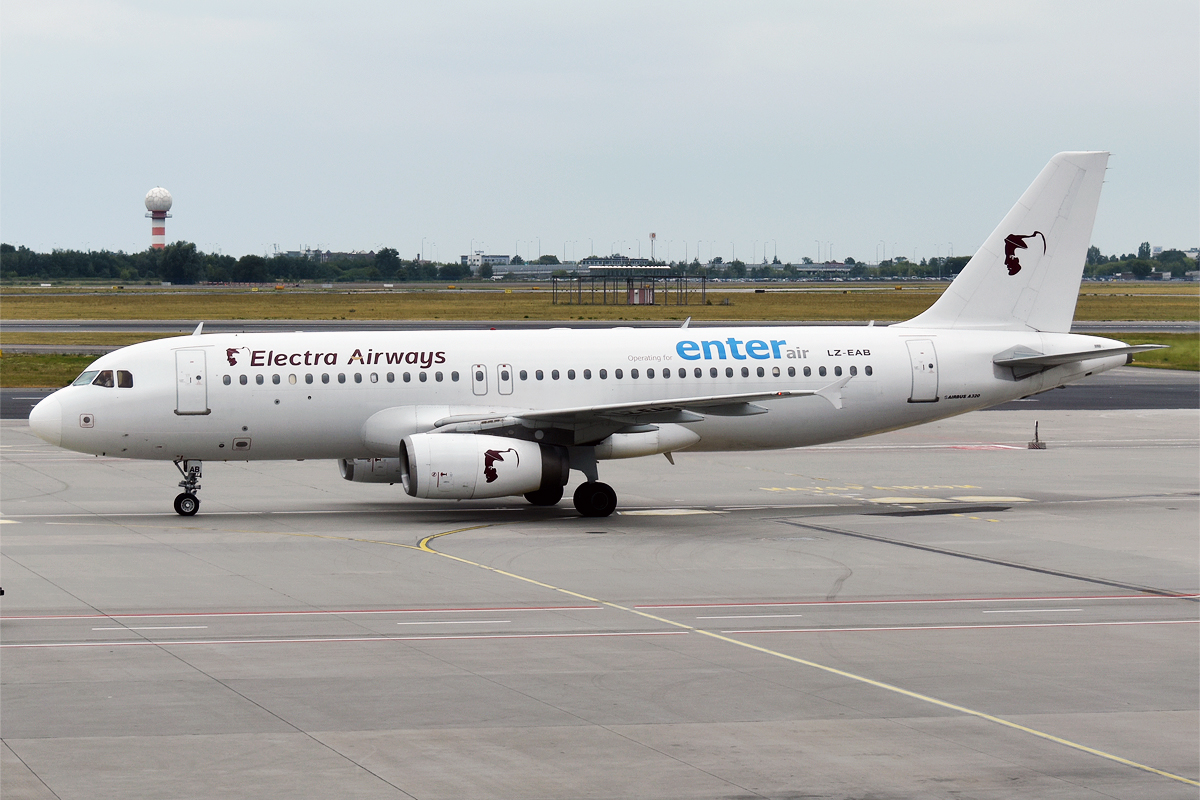
Un Airbus A320-200 nella vecchia livrea.

A settembre 2024 la flotta di Electra Airways è così composta:

### Flotta storica

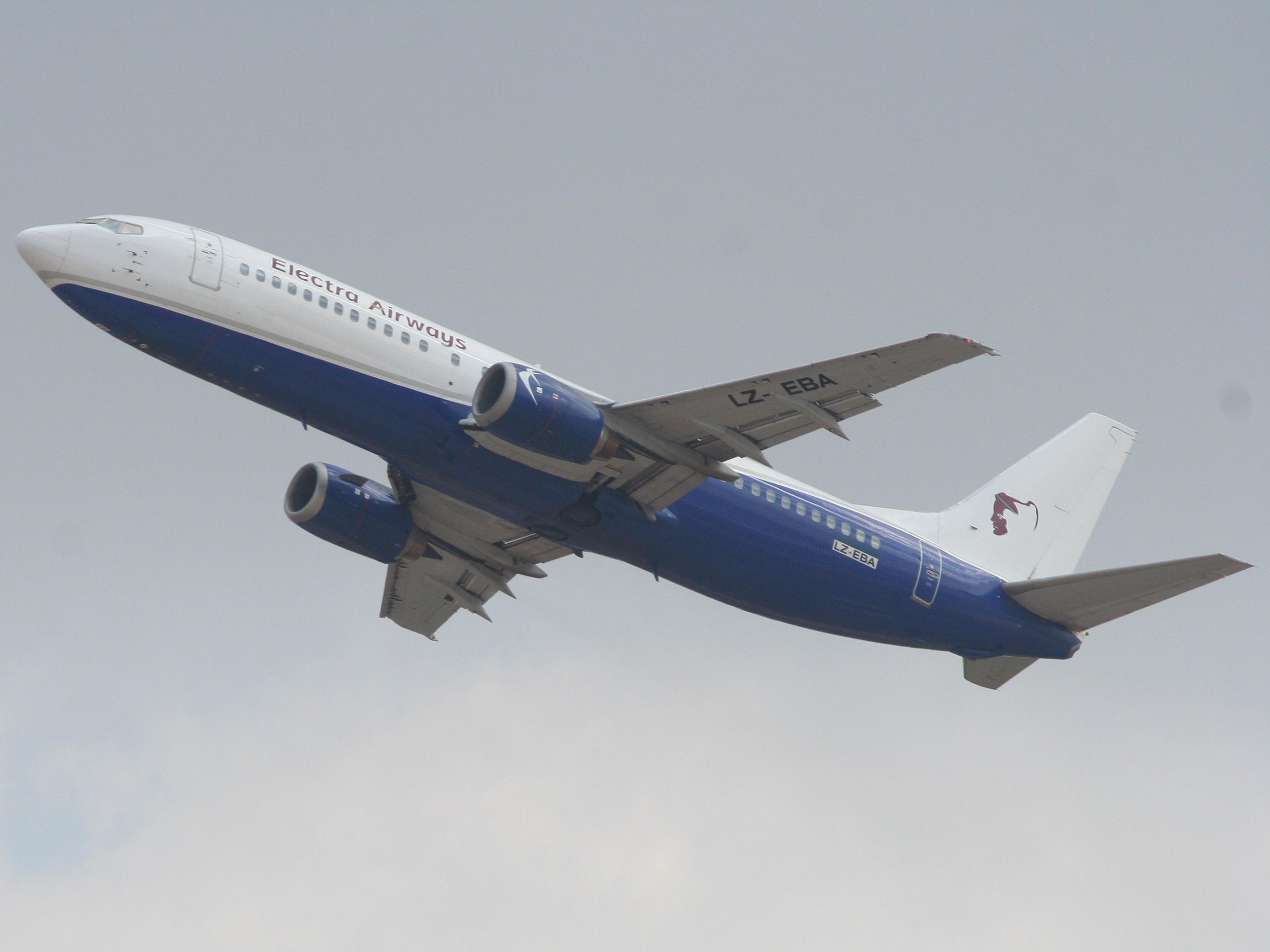
LZ-EBA, l'unico Boeing 737-400.

Nel corso degli anni, Electra Airways ha operato con i seguenti aeromobili: